# Fruhstorferia nigromuliebris
Fruhstorferia nigromuliebris är en skalbaggsart som beskrevs av Shinji Nagai 1984. Fruhstorferia nigromuliebris ingår i släktet Fruhstorferia och familjen Rutelidae. Inga underarter finns listade i Catalogue of Life.